# Capoliveri
Capoliveri ist die südöstliche der sieben italienischen Gemeinden auf der toskanischen Insel Elba und hat 3925 Einwohner (Stand 31. Dezember 2023).

## Geographie
Der historische Ort liegt in 167 m Höhe auf einem Hügel in der Nähe des Monte Calamita (413 m s.l.m.). Das Gemeindegebiet, das auch die Streusiedlungen Lacona, Madonna delle Grazie, Morcone, Pareti und Innamorata umfasst, weist eine Fläche von 39 Quadratkilometern auf. Die Nachbargemeinden sind Campo nell’Elba, Portoferraio und Porto Azzurro.

## Geschichte
Die Gegend um Capoliveri war schon zu etruskischer Zeit besiedelt. Dies beweisen Münz- und Grabfunde, die heute im Archäologischen Museum in Neapel aufbewahrt werden. Zur Römerzeit sind die Bezeichnungen Caput Liberum, Capitis Ilvae, Caput Liseri oder Caput Liveri überliefert. Wie das gemeint war, ist unklar. Freier Kopf wäre möglich ebenso wie eine Verbindung zu dem Fruchtbarkeitsgott Liber, der mit dem Weingott Bacchus in Verbindung steht. Da Plinius schon den Weinanbau in der Region beschrieb, halten Historiker letztere Erklärung für schlüssig.
Nach dem Untergang des Römischen Reiches wurde das Gebiet um Capoliveri während der germanischen Völkerwanderung Zufluchtsort für Flüchtlinge vom toskanischen Festland. Im Übrigen teilt es die Geschichte der Insel Elba.
Bei den napoleonischen Eroberungsfeldzügen 1799 leistete die Bevölkerung von Capoliveri starken Widerstand und vernichtete eine aus Longone geflüchtete Truppe; im Gegenzug verwüstete eine aus Portoferraio anrückende Truppe die Stadt. Vor diesem Hintergrund ist es zu erklären, dass Capoliveri im Jahre 1814, als die anderen Gemeinden der Insel den verbannten Napoleon Bonaparte als Kaiser von Elba freundlich empfingen, als einziger Ort feindselig reagierte und die Bewohner die Zahlung der Steuern verweigerten. Die beiden Geistlichen, die die Opposition gegen Napoleon anführten, wurden am Ende verhaftet.
Zur Zeit der italienischen Einigungsbewegung (Risorgimento) wurde ein Arzt namens Vincenzo Silvio (geboren in Capoliveri am 9. Mai 1805) als tragischer Lokalheld bekannt. Er ließ sich für seine Ideen vom italienischen Nationalstaat in Rom verhaften und nahm in Kauf, dass ihm 1851 seine Zulassung „wegen Unfähigkeit“ entzogen wurde. Nach 1860 wurde er rehabilitiert und blieb Militärarzt bis zu seinem Tod 1873. Eine Straße in Capoliveri ist heute nach ihm benannt.
Das heutige Capoliveri lebt primär vom Tourismus.

## Sehenswürdigkeiten
- Die Altstadt von Capoliveri ist im typischen Stil eines mittelalterlichen borgo (befestigtes Dorf) auf einem Hügel erbaut; enge Gassen mit Schwibbogen und Treppen führen aufwärts zur zentralen Piazzetta Matteotti (⊙). In den verwinkelten Aufgängen befinden sich kleine Geschäfte und Restaurants.
- Die erhaltene Apsis der Pfarrkirche San Michele (12. Jahrhundert), die auf den Fundamenten eines Vorgängerbaus steht, ist im Stil der Romanik von Pisa errichtet. Der Legende nach hat sich ein Papst auf der Rückreise aus der Gefangenschaft von Avignon nach Rom (Avignonesisches Papsttum), von einem Sturm überrascht, in die kleine Kirche begeben, um dort die Messe zu lesen. In der ersten Hälfte des 16. Jahrhunderts wurde die Kirche außer der Apsis beim Korsaren-Einfall unter Cheir ed-Din Barbarossa zerstört und anschließend nur noch als Friedhof genutzt, bis Napoleon Bestattungen in Kirchen verbot.
- Die Chiesa di San Gaetano auf der Piazza Garibaldi im Ortsinneren wurde am 7. August 2011 nach umfangreichen Restaurierungsarbeiten feierlich wiedereröffnet. Schriftliche Aufzeichnungen über die genaue Entstehungszeit und ihre Erbauer wurden bislang nicht gefunden. Aufgrund von Analysen und Nachforschungen und dank einer Erinnerungstafel an der Innenwand über der Eingangstür geht man davon aus, dass das Kirchlein im Jahre 1775 als Privatkapelle der Familie Gelsi gebaut wurde, auf Wunsch von Don Giacomo Antonio Gelsi, Priester und bischöflicher Vikar im Bistum Massa Marittima-Piombino, dessen Bischof Pietro Maria Vannucci von 1770 bis 1793 war. Zu Ehren und in Erinnerung an den Onkel von Giacomo Gelsi, den Priester Giovanni Battista Gelsi, wurde die kleine Kirche dem San Gaetano von Thiene geweiht. Sie kann stets besucht werden.
- Vom historischen Kernort aus verbindet eine Panoramastraße, die hoch über dem Golfo della Stella verläuft, die Touristendörfer Morcone und Pareti miteinander, bis sie an der Cala dell'Innamorata ⊙ endet. Diese Strandbucht trägt ihren Namen nach einer Legende um das tragische Liebespaar Lorenzo und Maria aus dem Jahr 1534, das, aus miteinander verfeindeten Familien stammend, hier sein heimliches Refugium gefunden haben soll. Als Lorenzo von Piraten angegriffen und getötet wurde, stürzte sich Maria ins Meer. Da das Paar sich an jenem Nachmittag des 14. Juli die Ehe versprochen haben soll, wird noch heute jährlich am 14. Juli eine Festa dell'Innamorata mit Fackelzug und Illuminationen am Strand gefeiert. Das Fest gibt es seit dem 17. Jahrhundert, als ein spanischer Edelmann namens Domingo Cardenas an diesem Strand die Vision eines schönen Mädchens hatte und sich an die alte Legende wieder erinnert haben soll.
- Vor Morcone führt ein Stichweg rechts zum Heiligtum Madonna delle Grazie ⊙ aus dem 16. Jahrhundert. Es hat 1792 französische Mönche aufgenommen und war bis ins letzte Jahrhundert eine Eremitage. Über dem Altar befindet sich das Ölgemälde Madonna del Silenzio von Marcello Venusti, einem Schüler von Michelangelo. Der Innenraum ist mit Fresken von Eugenio Allori barock ausgemalt. In den 1960er Jahren hat Gustav Blankenagel aus Köln den Bau restauriert und die barocken Stuckaturen des mittelalterlichen Steinaltars entfernt, um den ursprünglichen Zustand wiederherzustellen. Das Heiligtum befindet sich in landschaftlich reizvoller Lage inmitten von Pinienwäldern und Weinbergen, durch die Wanderwege verlaufen.
- Etwas nördlich von Lacona befindet sich die kleine Wallfahrtskapelle Madonna di Lacona aus dem 16. Jahrhundert.
- Hinter Lacona liegt die kleine Kirche Madonna della Neve (= Maria Schnee) ⊙. Sie wurde im 16. Jahrhundert auf den Fundamenten eines Vorgängerbaus errichtet. Noch für das 19. Jahrhundert ist hier ein Eremit namens Giuseppe Tosi dokumentiert. Er lebte in bescheidenen Verhältnissen, unterhielt aber seinen eigenen Weinberg. Im Inneren befindet sich ein Marien-Gnadenbild.
- An einem Felskap liegt die Festung Forte Focardo ⊙ aus spanischer Zeit. Seinen Namen trägt die Verteidigungsanlage nach Don Ferdinando Foxardo, Gouverneur von Longone unter König Karl II. von Spanien, der sie 1678 erbauen ließ.
- Dank dem Nationalpark Toskanischer Archipel stehen die Gewässer vor Capoliveri unter Naturschutz, weshalb es viele artenreiche Tauchplätze gibt. In den kleinen Buchten unterhalb von Capoliveri gibt es mehrere Tauchbasen und Tauchschulen.

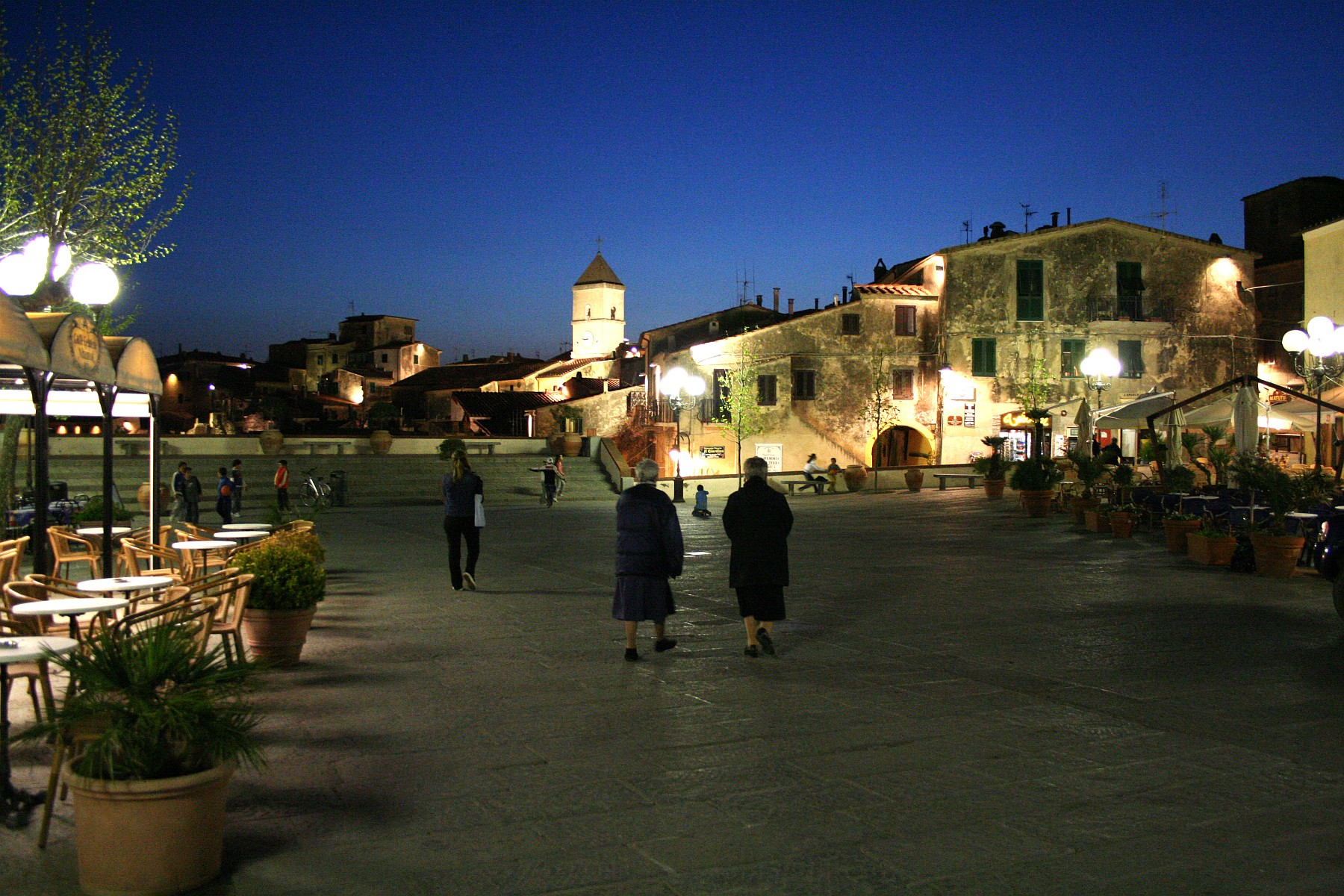
Capoliveri am Abend
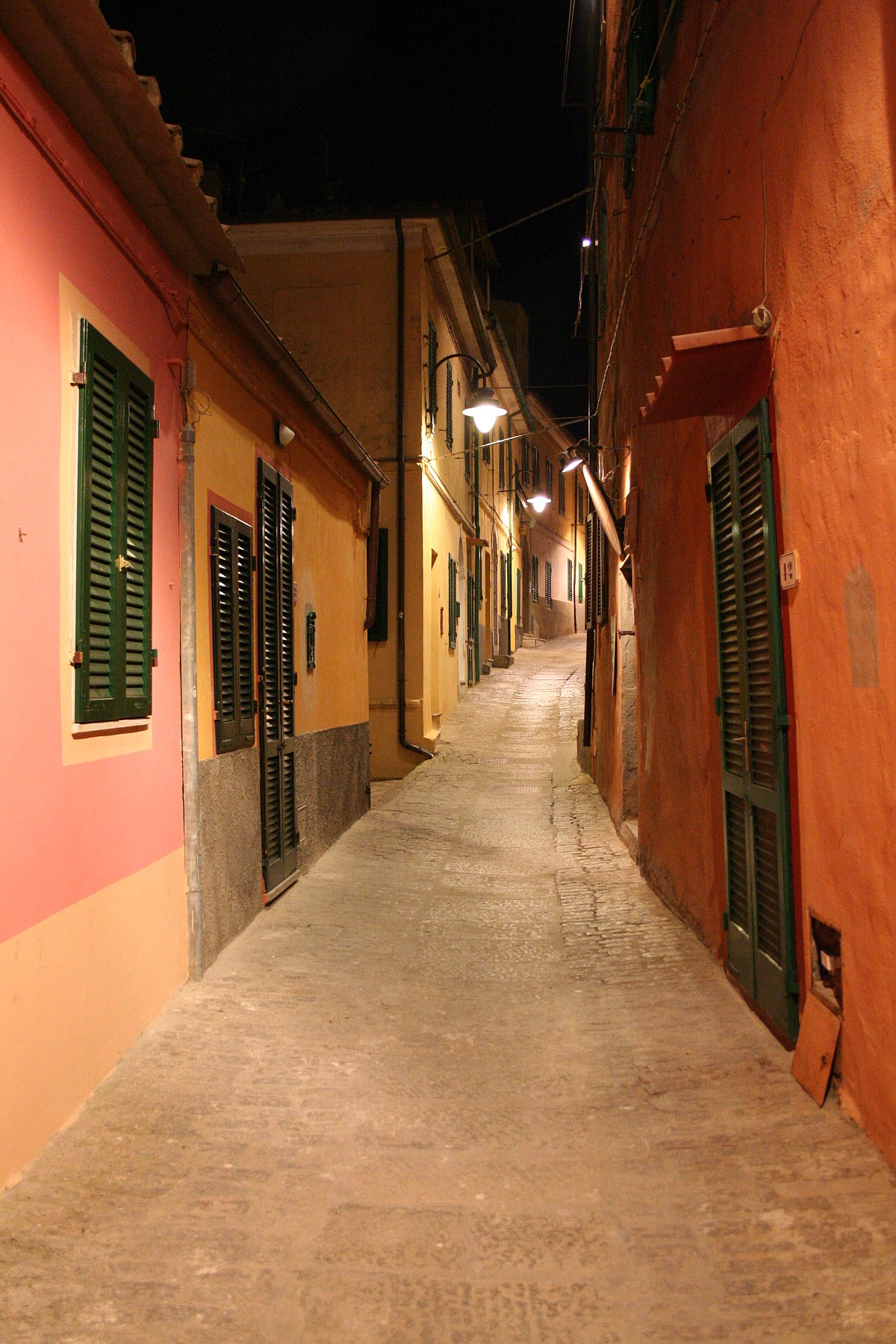
Nächtliche Gasse in Capoliveri
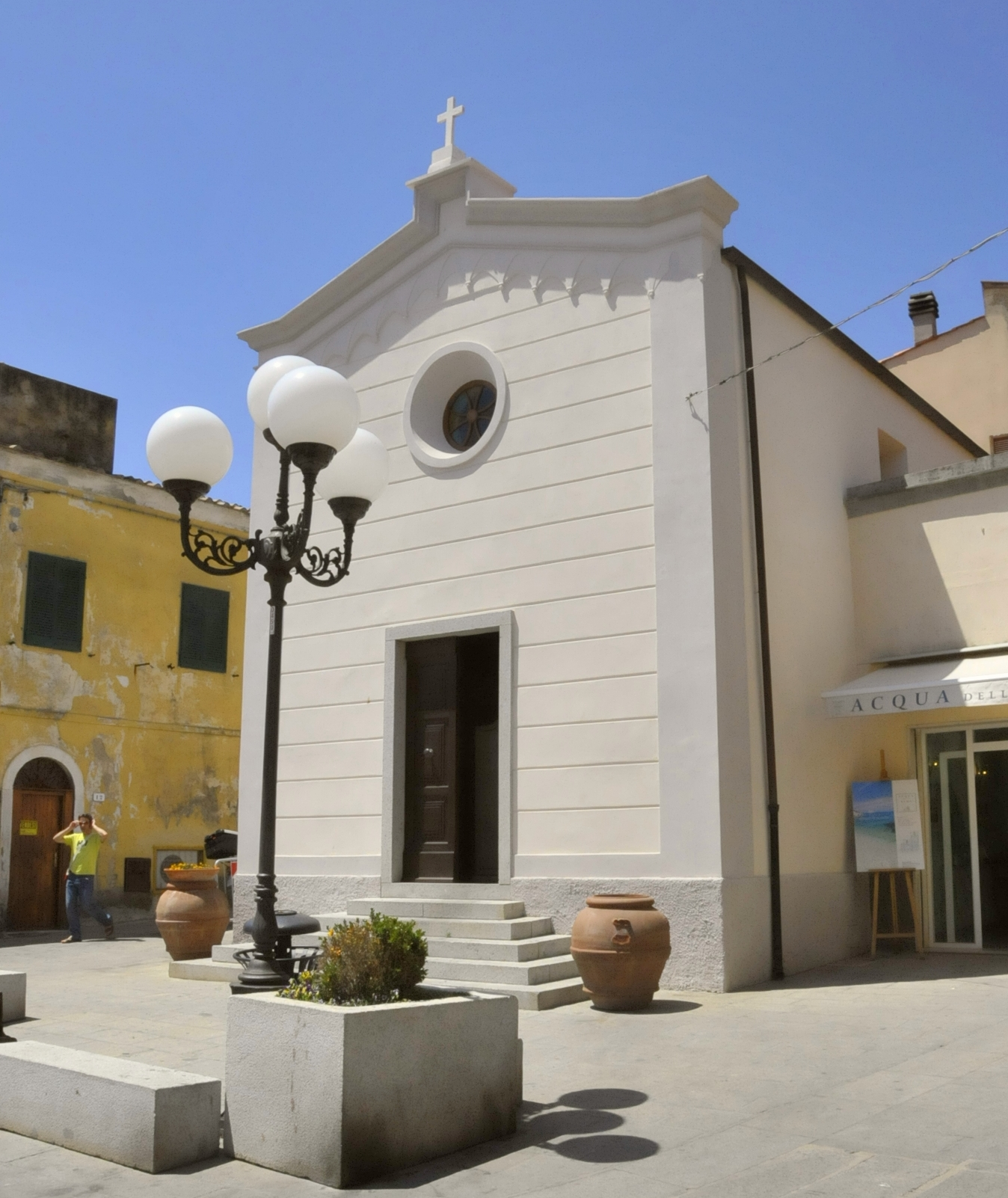
Chiesa di San Gaetano
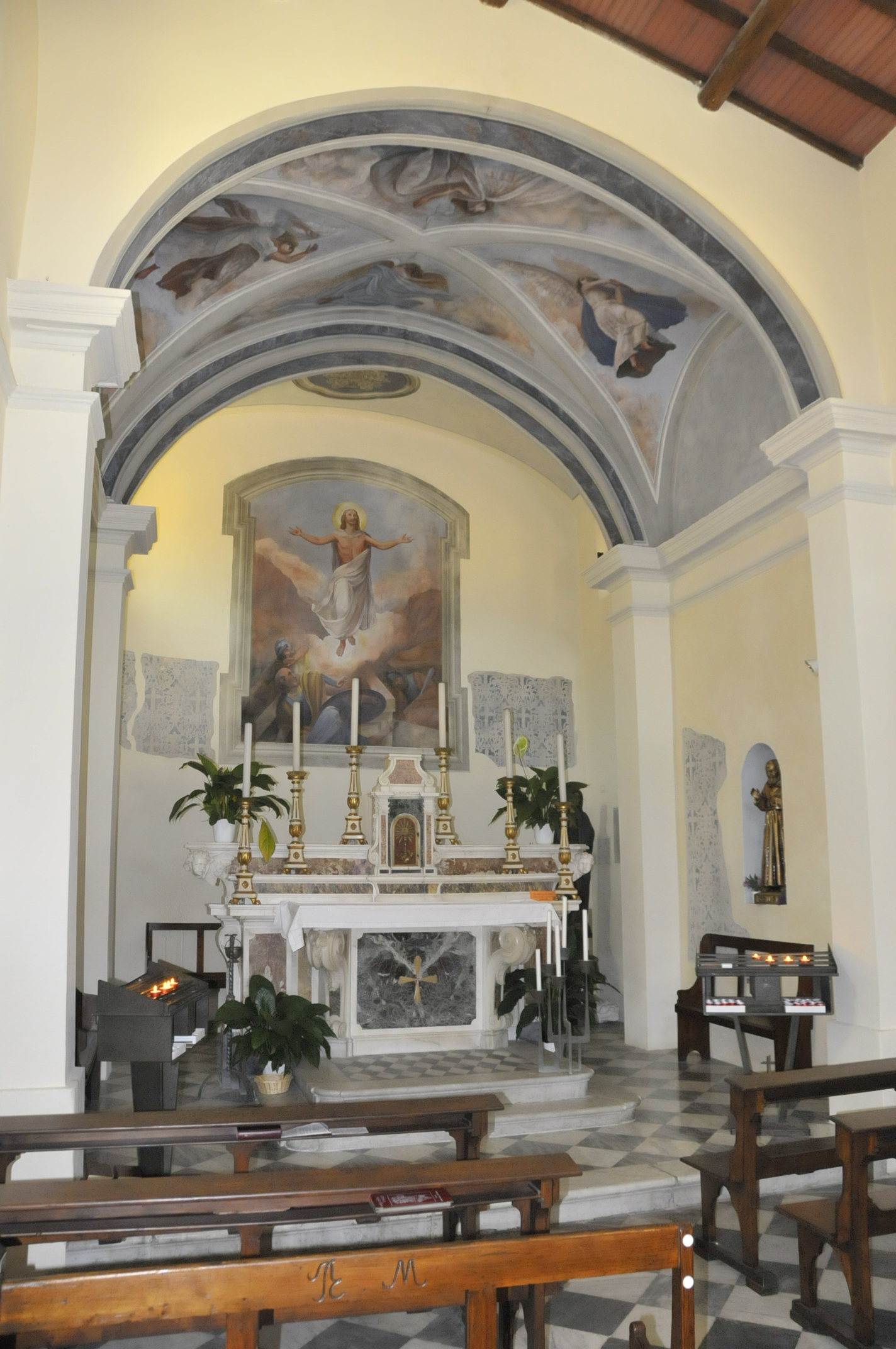
Altarraum der San Gaetano-Kirche
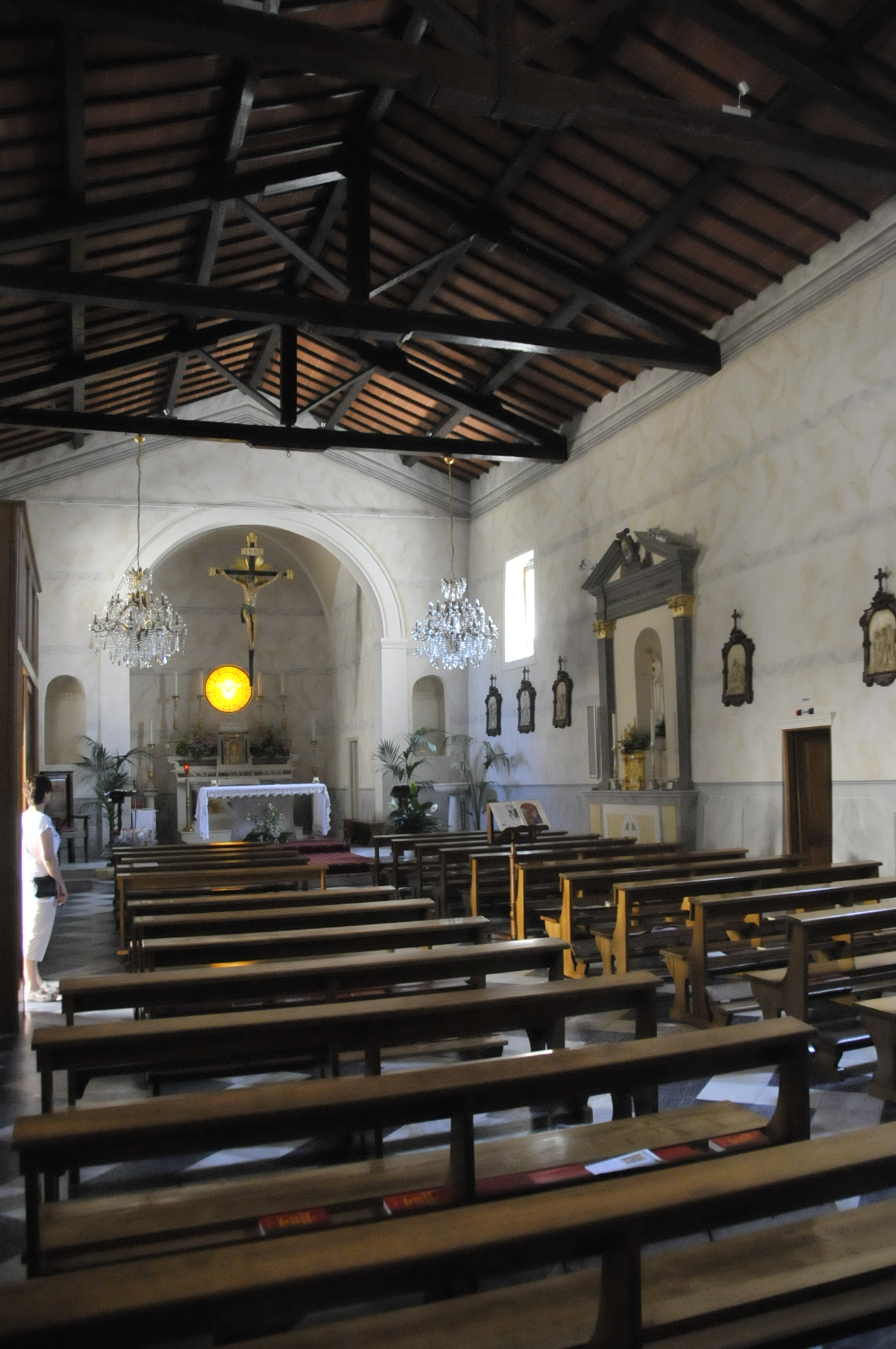
In der Chiesa di Santa Maria Assunta
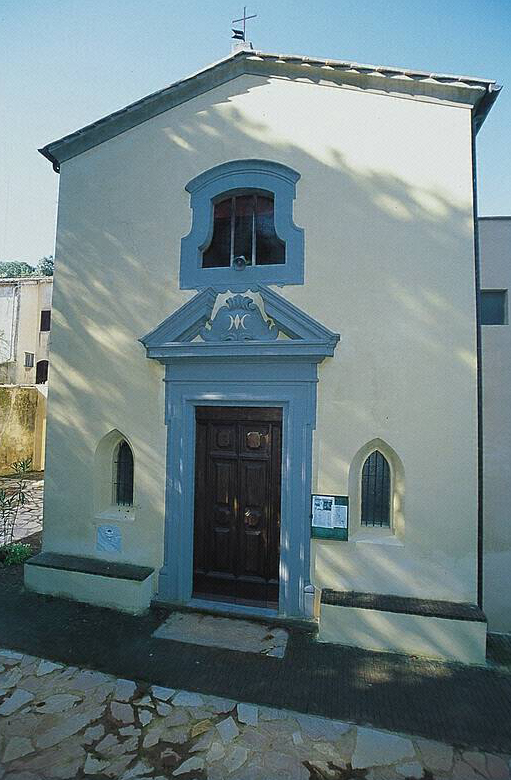
Santuario della Madonna delle Grazie
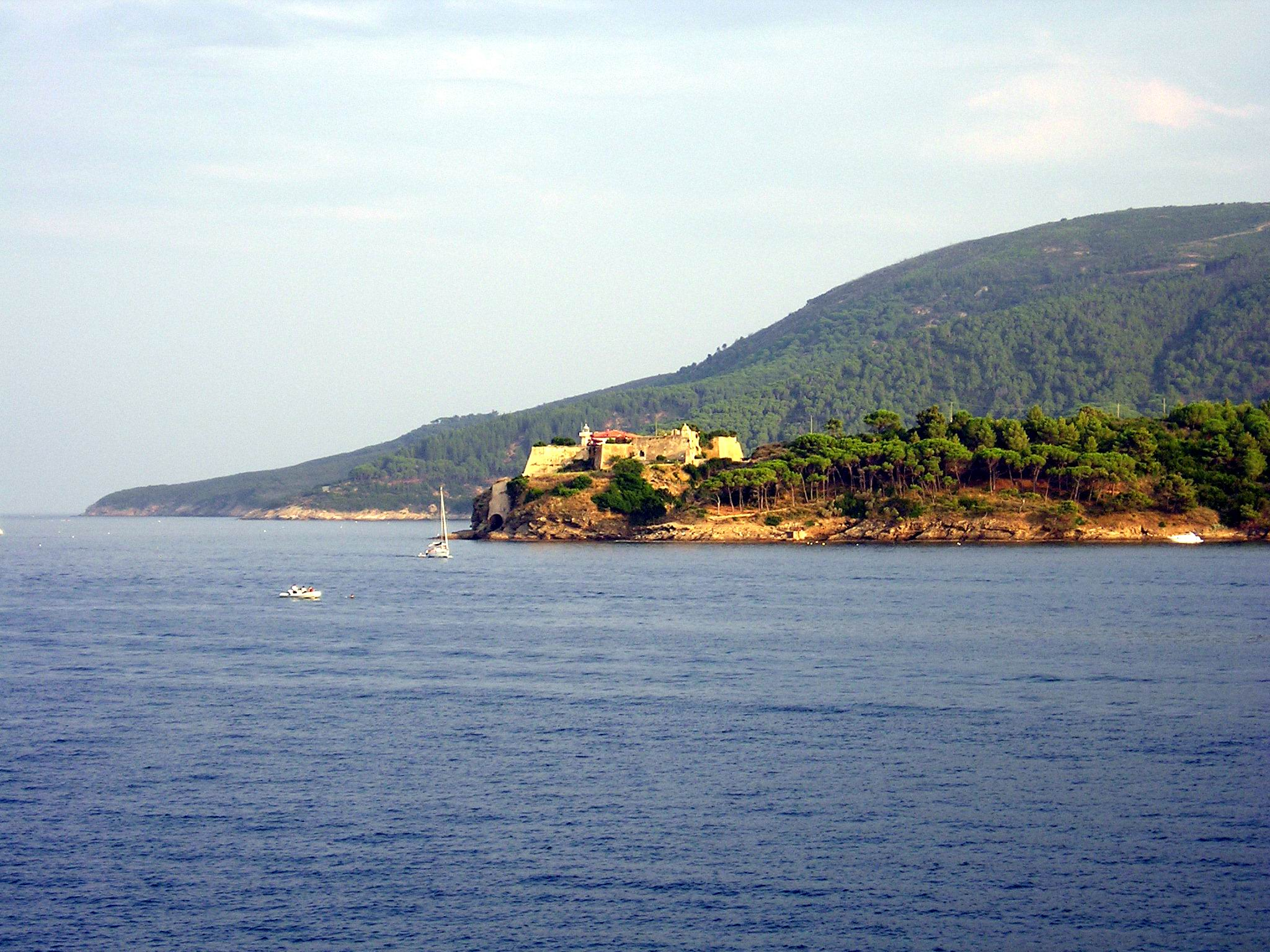
Blick zum Forte Focardo

## Mit Capoliveri verbundene Persönlichkeiten
- Axel Hacke, deutscher Schriftsteller, nahm das Dorf als Vorbild und Anregung für die Geschichten in seinem Buch Ein Haus für viele Sommer.[2]